# 164. zračnoobrambna artilerijska brigada (ZDA)
164. zračnoobrambna artilerijska brigada (izvirno angleško 164th Air Defense Artillery Brigade) je bila zračnoobrambna artilerijska brigada Kopenske vojske Združenih držav Amerike.